# モーリシャス杯争奪リーグ戦
モーリシャス杯争奪リーグ戦（モーリシャスはいそうだつリーグせん）は、プロレスリング・ノアが主催していた若手選手によるリーグ戦。

## 概要
プロレスリング・ノアの旗揚げ時からの主力選手であった三沢光晴、小川良成、田上明、小橋建太、菊地毅らが全日本プロレス在籍時、彼等が若手だった頃にコーチとして彼らにプロレスの基礎を指導したハル薗田がいた。
1987年11月28日、薗田は夫人と共にアフリカ遠征（新婚旅行も兼ねていた）へ向かうため、南アフリカ航空295便に搭乗したが、インド洋モーリシャス近海で墜落事故に遭い、夫婦とも帰らぬ人となった。
2007年、没後20年となるノアは薗田の意思を次代を担う若手に伝えていきたいとの思いから、当時の若手選手を対象にしたリーグ戦の開催を企画。薗田の終焉地にちなんで「モーリシャス杯」と名付けられたトロフィーが優勝者に渡される。

## ルール
20分1本勝負による総当り形式で行われる。勝ちは2点、負けは0点、不戦勝は2点、不戦敗は0点、時間切れ引き分けは1点、その他あらゆる引き分けは0点で、全公式戦が終了した時点で最多得点者が優勝となる。最多得点者が複数の場合は時間無制限1本勝負による優勝決定戦が行われる。

## 第1回（2007年）
- 谷口周平 9点 ※優勝
- 青木篤志 8点 ※準優勝
- 石森太二 7点
- 伊藤旭彦 2点
- 平柳努 2点
- 太田一平 2点

## 第2回（2008年）
- 伊藤旭彦 7点 ※優勝
- 平柳玄藩 6点 ※準優勝
- 太田一平 3点
- 宮原健斗 2点
- 起田高志 2点

## 他団体における同じ趣旨の大会
- ヤングライオン杯争奪リーグ戦（新日本プロレス）
- あすなろ杯争奪リーグ戦（全日本プロレス）
- 獅子王杯（プロレスリングZERO-ONE）
- 若大将CUP（プロレスリングZERO1）
- ヤングドラマ杯（DDTプロレスリング）
- NEX-1トーナメント（DRAGONGATE）
- K-METAL LEAGUE（KAIENTAI DOJO）
- 上方プロレス新人大賞（大阪プロレス）
- ヤングマスター杯（道頓堀プロレス）
- ヤング日本海トーナメント（新潟プロレス）
- デーブ・フィンレー杯（WNC）
- ヤングガンバレ杯（ガンバレ☆プロレス）
- ヤングブルドッグ杯（SPWF）
- ヤングマグマ杯（WJプロレス）
- 蛟龍R（天龍プロジェクト）
- ヤングジェネレーションカップ（ジャパンプロレス2000）
- 若鯱リーグ戦（スポルティーバエンターテイメント）
- 新人王決定トーナメント（全日本女子プロレス）
- 蒼星杯（JWP女子プロレス）
- ヤングアイストーナメント（アイスリボン）
- ルーキー・オブ・スターダム（スターダム）
- じゃじゃ馬トーナメント（センダイガールズプロレスリング）
- ヤングライオンズカップ（CHIKARA）
- トルネオ・ラ・グラン・アルテルナティーバ（CMLL）
- ヤングドラゴン杯（闘龍門MEXICO）